# Pandemia de COVID-19 en República Popular de Lugansk
El primer caso de la pandemia de enfermedad por coronavirus en la República Popular de Lugansk se confirmó el 30 de marzo de 2020. Hay 48 casos confirmados, 7 recuperados y ningún fallecido. Al ser un territorio autoproclamado independiente, el gobierno de Ucrania, que no lo reconoce, incluye las cifras de contagiados de Lugansk en su propio registro pandémico.

## Cronología

### Marzo
El 30 de marzo, se confirmó el primer caso.

### Abril
Para el 6 de abril, había 4 casos confirmados.
El 17 de abril, el número de casos confirmados llegó a 21. Para el 27 de abril, había un total de 48 casos dentro de Lugansk.